# سولانج نولز
سولانج بيجت نولز (بالإنجليزية: Solange Piaget Knowles)، هي مغنية، وكاتبة أغانٍ، وممثلة، وعارضة أزياء أمريكية، وُلدت في 24 يونيو 1986 في مدينة هيوستن بولاية تكساس. هي الابنة الصغرى لماثيو نولز وتينا لوسون، والشقيقة الأصغر للمغنية العالمية بيونسيه.
بدأت سولانج مشوارها الفني منذ سن مبكرة، وأطلقت أول ألبوماتها بعنوان Solo Star عام 2002 وهي في السادسة عشرة من عمرها. تزوجت للمرة الأولى من دانييل سميث، وأنجبت منه ابنًا أسمته دانييل جولز، ثم انتقلت للعيش في ولاية أيداهو، حيث شاركت في التمثيل بفيلم Bring It On: All or Nothing عام 2005.
لاحقًا، تعاونت مع شقيقتها بيونسيه في كتابة الأغاني، لا سيما لفرقة "ديستنيز تشايلد" التي ضمّت أيضًا كيلي رولاند وميشيل ويليامز. في عام 2007، انفصلت عن سميث وانتقلت إلى لوس أنجلوس، حيث أصدرت ألبومها الثاني بعنوان Sol-Angel and the Hadley St. Dreams في 2008.
في عام 2014، تزوجت من المخرج آلان فيرغسون، وفي عام 2016 أطلقت ألبومها الثالث A Seat at the Table من خلال شركة تسجيلات كولومبيا، والذي حقق نجاحًا واسعًا وأصبح من أكثر الألبومات مبيعًا في الولايات المتحدة.

## روابط خارجية
- سولانج نولز على موقع IMDb (الإنجليزية)
- سولانج نولز على موقع روتن توميتوز (الإنجليزية)
- سولانج نولز على موقع ألو سيني (الفرنسية)
- سولانج نولز على موقع ميوزك برينز (الإنجليزية)
- سولانج نولز على موقع رولينغ ستون (الإنجليزية)
- سولانج نولز على موقع رولينغ ستون (الإنجليزية)
- سولانج نولز على موقع أول موفي (الإنجليزية)
- سولانج نولز على موقع إن إن دي بي (الإنجليزية)
- سولانج نولز على موقع أول ميوزيك (الإنجليزية)
- سولانج نولز على موقع أول ميوزيك (الإنجليزية)